# یواس‌اس بلر (دی‌ئی-۱۴۷)
یواس‌اس بلر (دی‌ئی-۱۴۷) (به انگلیسی: USS Blair (DE-147)) یک کشتی بود که طول آن ۳۰۶ فوت (۹۳ متر) بود. این کشتی در سال ۱۹۴۳ ساخته شد.